# Brug 372
Brug 372 is een vaste brug in Amsterdam-Noord.
Ze vormt de verbinding tussen de Adriaan Loosjesstraat (vernoemd naar Adriaan Loosjes) en de Stentorstraat (vernoemd naar de eencellige Stentor) en voert over het riviertje Het Twiske.
De brug is waarschijnlijk niet van Amsterdamse origine. Het riviertje Het Twiske vormde destijds de grens tussen de gemeenten Oostzaan en Landsmeer. Deze waren in strijd met de gemeente Amsterdam, die dreigde dit gebied te annexeren. Dit leidde tot ruzie tussen Oostzaan en Landsmeer, want Oostzaan liet het gebied al vol bouwen met woningen, gefinancierd door Amsterdam, Landsmeer probeerde dat nog zelf te doen. In 1966 nam Amsterdam het gebied (alsnog) over.
De route over de brug vormde even later de hoofdroute voor bijna alle verkeer hier; het was een aanrijdroute voor de Coentunnel (de Ringweg Amsterdam was er nog niet). Dat leverde dermate gevaarlijke situaties op met bijvoorbeeld schoolgaande kinderen, dat al snel besloten werd ten noorden van de brug een voetgangers/fietsersbrug (brug 370) neer te leggen. Dat was tegen de zin van de omwonenden, want door dat pad daar aan de leggen moesten de kinderen juist vaker oversteken, zo was de mening. In 2004 verdween door de aanleg van een busbaan achter Kadoelen langs ook het busverkeer van de brug en uit de relatief smalle straten.
In de 21e eeuw is het verkeer hier relatief rustig, de voetbrug is verdwenen. De brug is eigenlijk te smal voor tweerichtingenverkeer. Er geldt een voorrangsregeling; verkeer naar de Stentorstraat heeft voorrang op verkeer naar de Adriaan Loosjesweg. Dat de brug krap is, blijkt voorts uit het feit dat tot aan de brug rijwielstroken op de weg zijn gemarkeerd en op de brug niet. Bijzonder aan de brug is voorts dat de brug is voorzien van een viertal balustrades. Uiteraard staan er aan weerszijden van de brug leuningen, maar er staan ook hekken vlak langs de trottoirband.
<<< · 300 · 301 · 302 · 303 · 304 · 305 · 306 · 307 · 308 · 309 · 310 · 311 · 312 · 313 · 314 · 315 · 316 · 317 · 318 · 320 · 321 · 322 · 323 · 324 · 325 · 327 · 328 · 330 · 331 · 332 · 333 · 334 · 335 · 336 · 337 · 338 · 339 · 340 · 341 · 342 · 343 · 344 · 345 · 346 · 347 · 348 · 349 · 350 · 351 · 352 · 353 · 354 · 355 · 356 · 357 · 358 · 359 · 360 · 361 · 362 · 363 · 364 · 365 · 366 · 367 · 368 · 371 · 372 · 373 · 374 · 375 · 376 · 377 · 378 · 379 · 380 · 381 · 382 · 383 · 385 · 386 · 387 · 388 · 389 · 390 · 391 · 392 · 393 · 394 · 395 · 396 · 397 · 398 · 399 · >>>
Brugnummers 319, 326, 329 (tijdelijke duiker in de Ringspoordijk), 369, 370, 384 zijn niet (meer) vergeven.